# 全城热恋
《全城熱戀熱辣辣》（英語：Hot Summer Days）是一部於2009年10月開始拍攝，由夏永康和陳國輝指導，由星空传媒、華誼兄弟與二十世紀霍士聯合出品的一部華語電影。
電影在2010年2月11日在中国大陸情人节檔期上映。

## 演员表
- 張學友 飾演 司機華
- 謝霆鋒 飾演 阿威
- 吳彥祖 飾演 壽司師傅
- 劉若英 飾演 李豔
- 徐若瑄 飾演 Wasabi
- 徐熙媛 飾演 叮噹
- 鄭可琳 飾演 司機華女兒(strawberry)
- 井柏然 飾演 小方
- Angelababy（楊穎）飾演 小琪
- 段奕宏 飾演 Leslie
- 付辛博 飾演 大福
- 詩雅 飾演 周沅沅
- 余文樂 飾演 紋身師傅
- 劉家輝 飾演 阿輝
- 陳子聰 飾演 的士司機
- 蔡一智 飾演 司機華老板
- 呂燕 飾演 模特兒
- 楊淇 飾演 記者
- 虹萱 飾演 沙灘女郎
- 陳果 飾演 雪糕車老板
- 蔡卓妍 飾演 泳裝美女
- 何琢言 飾演 工廠女孩小麗
- 张曼玉 飾演 哭诉的女人
- 容祖兒 聲演 魚女（粵語、普通話）
- 陳建州 聲演 魚仔（普通話）
- 林海峰 聲演 魚仔（粵語）

## 劇情
炎炎夏日，六個清新故事，穿插其中，為火燙的都市，降降溫，消消暑，他們是:
男司機和女腳底按摩師
小伙子和工廠美少女
冷氣維修員和神秘女子
壽司師傅和女食客
著名攝影師和徒弟
出租太陽傘的老伯

## 類似電影
- 情人節快樂
- 紐約我愛你